# المهذب فيما وقع في القرآن من المعرب
المهذب فيما وقع في القرآن من المُعرَّب هو كتاب ألفه الحافظ جلال الدين السيوطي (849-911)، صنفه ليبين ما في القرآن من الألفاظ المعربة، وهي التي أصلها من لغة أخرى ثم دخلت في اللغة العربية وصارت مستعملة فيها، وقدم المؤلف بالكلام حول وقوع هذه الألفاظ في القرآن، واختار أنها موجودة فيه، وأن ذلك من كمال القرآن وإحاطته بسائر العلوم.
وقد سرد المؤلف الألفاظ المذكورة مرتبة على حروف المعجم، وبين أصل كل لفظة، ناقلا كلام من قبله من المفسرين وأهل اللغة، ثم ختم ذلك بنظم لابن السبكي للألفاظ المعربة، ونظم ابن حجر العسقلاني الذي استدرك على السبكي، ثم ما استدركه المؤلف عليهما معا ونظم ذلك أيضا.

## موضوع الكتاب
ذكر السيوطي في مقدمة الكتاب أنه تتبع الألفاظ المعرّبة التي وقعت في القرآن، أي أن موضوعه الكلمات الدخيلة على اللغة العربية التي وقعت في القرآن الكريم، فهو أشبه ما يكون بمعجم خاص في هذا النوع.
وفي مقدمة الكتاب تعرض المؤلف لمسألة وقوع ألفاظ في القرآن بغير العربية، وذكر أقوال العلماء وآراءهم في المسألة، وقد جنح المؤلف إلى رأي القائلين بوجود ألفاظ غير عربية في القرآن، وأيد ذلك بأن القرآن حوى علوم الأولين والآخرين ونبأ كل شيء، فلابد أن تقع فيه الإشارة إلى اللغات والألسن؛ لتتم إحاطته بكل شيء، فاختير له من كل لغة أعذبها وأخفها وأكثرها استعمالا للعرب.

## منهج المؤلف في الكتاب
- سرد المؤلف الألفاظ التي أوردها مرتبة على حروف المعجم.
- ينقل كلام أهل المفسرين واللغويين في اللفظة المذكورة، ويعزو كل قول إلى قائله.
- قد ينقل من بعض المصادر مع ذكر السند إلى القائل، وقد يحذف السند.
- في الخاتمة ذكر نظم ابن السبكي للألفاظ المعربة وهي عند سبع وعشرون لفظة، ثم ذكر نظم ابن حجر العسقلاني فيما استدركه على السبكي، حيث استدرك عليه أربعا وعشرين لفظة، ثم استدرك السيوطي عليهما اثنين وسبعين لفظة، ونظمها مذيلا على نظميهما.[2]

## أهمية الكتاب
تأتي أهمية الكتاب أولا من موضوعه، حيث إنه تخصص في نوع من أنواع علوم القرآن، وهو معرفة ما وقع فيه من الألفاظ المعربة. وتأتي أهميته ثانيا من مؤلفه، فهو من أبرع المصنفين في علوم القرآن وعلوم اللغة العربية، وقد بين في خاتمة كتابه أنه درس هذا الموضوع وتتبعه سنين، وطالع فيه كثيرا من المؤلفات، وخرج بهذه الألفاظ التي سردها والتي لم تجتمع في كتاب قبل هذا الكتاب.

## نموذج من الكتاب
- (سُجّداً) قال الواسطي في قوله تعالى: {وَادْخُلُواْ الْبَابَ سُجَّداً} [سورة البقرة، آية (58)] أي مقنعي الرؤوس بالسريانية.
- (السِّجِلّ) قال ابن مردويه: حدثنا أحمد بن زياد حدثنا محمد بن غالب ابن حرب حدثنا أبو سلمة موسى بن إسماعيل حدثنا هارون بن موسى النحوي عن عمرو بن مالك عن أبي الجوزاء عن ابن عباس قال: السجل بلغة الحبشة: الرجل. وفي المحتسب لابن جني: السجل الكتاب، قال قوم هو فارسي معرب.[5]

## طبعات الكتاب
طبع الكتاب بتحقيق التهامي الهاشمي، ونشرته اللجنة المشتركة لنشر التراث الإسلامي بين حكومتي المغرب والإمارات المتحدة.